# 愛国学園大学
愛国学園大学（あいこくがくえんだいがく、英語: Aikoku Gakuen University）は、千葉県四街道市四街道1532に本部を置く日本の私立大学。1938年創立、1998年大学設置。
大日本帝国陸軍野戦重砲兵第四連隊と陸軍野戦砲兵学校の跡地にあり、正門は野戦重砲兵第四連隊時代からのものが用いられている。
最寄り駅はJR東日本・総武本線（成田線も相互運転）の四街道駅である。併設校に愛国学園短期大学がある。また、同一敷地内に愛国学園大学附属四街道高等学校がある。

## 沿革
沿革節の主要な出典は公式サイト
- 1938年（昭和13年）
  - 7月 - 財団法人織田教育財団設立
  - 12月 - 愛国女子商業学校、文部大臣許可
- 1951年（昭和26年）3月 - 財団法人を学校法人愛国学園と組織変更
- 1997年（平成9年）12月 - 愛国学園大学人間文化学部設立許可
- 1998年（平成10年）4月 - 愛国学園大学開学（人間文化学部人間文化学科）
- 2009年（平成21年）4月 - 3コース制とする(人間文化コース、生活福祉コース、情報ビジネスコース)
- 2015年（平成27年）4月 - 生活文化福祉コース、国際情報ビジネスコースの2コース制となる[3]
- 2021年（令和3年）4月 - 本年度入学者より、日本理解、心理・生活、地域共生、ビジネスの4専攻制となる（なお、卒業のためには、副専攻、他専攻の科目の履修も必要）[4]
- 2022年（令和4年）8月 - 大学入学共通テスト2023利用大学に加わる[5][6]

## 所在地
- 千葉県四街道市四街道1532番地
- 郵便番号 284-0005

## 使命・目的
主要な出典は公式サイト
- 建学の精神

　社会人としては、豊かな知識と技術とをもって経済的に独立し、家庭人としては、美しい情操と強い奉仕心とをもって一家の幸福の源泉となる、健全な精神と身体とを備えた女性の育成を目的とする。
- 校訓

　「親切正直」
　教育の基盤を道徳教育におき、親切・正直の錬成を目標としている。親切正直は全人類を貫く倫理であり、愛と真はすべての女性の魂でなければならない。
- 教育方針

　愛国学園大学では、教職員と学生相互の信頼と思いやり、感謝の心に基づいて、一人ひとりの学生を大切にする教育を実践しています。また、本学のカリキュラムは、多様で複雑な現代社会を力強く心豊かに生き抜くための幅広い教養を身につけると同時に、仕事や生活に直結する専門的知識や技能を習得できるように構成されています。
- 人間文化学部・人間文化学科の教育研究上の目的

　1.基礎的知識や自己表現力を養いつつ、自己の潜在能力を発見し、問題解決に立ち向かう能力を養う。
　2.授業科目の履修及び卒業論文の作成を通して獲得する幅広い知識を活用し、論理的、批判的なものの見方を養い、課題を探求する能力を養う。
　3.豊かな人間性と倫理観をもって社会の発展に貢献できる能力を養う。

## 学部
- 人間文化学部
  - 人間文化学科
    - 日本理解専攻（Japan Studies）
    - 心理・生活専攻（Psychology & Life）
    - 地域共生専攻（Regional Studies）
    - ビジネス専攻（Business）

## 大学院
大学院は存在しないが「研究生」という制度がある。

## 学内奨学金
給付型
- 愛国学園大学修学奨励会奨学金

## 対外関係

### 他大学との協定
国内大学
- 放送大学学園と単位互換協定を結んでおり、放送大学で取得した単位を卒業に要する単位として認定することができる[8]

海外大学
- 2013年（平成25年）４月 - キエフ国立言語大学と学術交流に関する協定を締結[9]

### 地域との協定
- 2012年（平成24年）10月 - 株式会社リエイ社と介護福祉関連の教育研究について協力協定を締結
- 2012年（平成24年）11月 - 「四街道市と愛国学園大学との連携協力に関する包括協定」を締結[10]
- 2023年（令和5年）3月 - 千葉県立八千代西高等学校と高大連携協定を締結[11]

## 大学認証評価問題
- 2010年 大学の認証評価機関である日本高等教育評価機構 (JIHEE) により、2009年度実施の評価を基準の一部を満たしていないとして判断を保留され[12]、3年以内に再評価を申請するよう示唆された。
  - 特に指摘されたのが収容定員充足率で、定員の20%を下回る状態が続いていることが指摘された。また、必要専任教員数及び教授数を満たしていない点も問題視された。

- 2013年 日本高等教育評価機構より、2012年度実施の再評価の結果「不認定」となった事が公表された[13]。
  - 必要専任教員数及び教授数を満たしていない点は改善されたものの、収容定員充足率が改善されていない為、不認定となった。

- 2017年 日本高等教育評価機構より、2016年度実施の評価の結果、基準の一部を満たしていないとしてまたもや判断を保留された[14]。
  - 出願者は留学生が大半を占め、一般入試や推薦入試での入学者はごくわずかな人数にとどまっている事が指摘され、やはり前回同様に収容定員充足率が低い事を問題視した。

- 2019年 日本高等教育評価機構より、2018年度実施の再評価の結果「適合」となった事が公表された。[15]
  - 2017(平成29)年度及び2018(平成30)年度の入学者は増加し、収容定員充足率は0.5倍を上回り、改善されたことから。大学認証評価制度が出来てから10年目になりようやく適合の認定を受けた。

## 系列・附属校
- 愛国学園短期大学
- 愛国高等学校
- 愛国学園大学附属龍ヶ崎高等学校
- 愛国学園大学附属四街道高等学校
- 愛国中学校
- 愛国学園保育専門学校
- 愛国学園保育専門学校附属第一幼稚園（昭和55年度より募集停止中）

## 公式サイト
- 愛国学園大学